# Gallicolombe de Santa Cruz
Pampusana sanctaecrucis
Espèce
Statut de conservation UICN

 EN B1ab(ii,iii,v) : En danger
La Gallicolombe de Santa Cruz (Pampusana sanctaecrucis) est une espèce d'oiseaux de la famille des Colombidés.

## Répartition
Cet oiseau peuple les îles de Tinakula, Utupua (îles Salomon) et Espiritu Santo (Vanuatu).